# Coppa delle nazioni africane 2023
La Coppa delle nazioni africane 2023, o TotalEnergies Africa Cup of Nations 2023 per ragioni di sponsorizzazione, è stata la 34ª edizione del torneo di calcio continentale per squadre nazionali maschili (spesso detta Coppa d'Africa) organizzato dalla CAF.
Inizialmente prevista tra il 23 giugno e il 23 luglio 2023, la fase finale del torneo è stata posticipata al gennaio 2024 a causa delle avverse condizioni meteo che caratterizzano il Paese ospitante, la Costa d'Avorio, nei mesi estivi.
Il torneo è stato vinto dai padroni di casa della Costa d'Avorio, al terzo successo nella manifestazione, i quali hanno battuto in finale la Nigeria con il punteggio di 2-1.

## Scelta della sede
Nazioni candidate
- Egitto
- Guinea
- Zambia
- Costa d'Avorio
- Algeria
- Marocco
- Tunisia

Candidature rifiutate
- Uganda
- Sudan
- Senegal
- Camerun

A seguito del voto finale al Comitato esecutivo della CAF del 20 settembre 2014, la CAF ha annunciato che la Coppa d'Africa 2019 si sarebbe tenuta in Camerun, quella del 2021 nella Costa d'Avorio e quella del 2023 in Guinea.
Il 30 novembre 2018 la CAF ha però tolto al Camerun la possibilità di ospitare la Coppa d'Africa 2019, possibilità invece assegnata per l'edizione 2021 per mezzo dell'ex-presidente della CAF Ahmad Ahmad. Di conseguenza, la Costa d'Avorio, ospitante originale del torneo del 2021, avrebbe ospitato quella del 2023, mentre la Guinea quella del 2025.
Il 30 gennaio 2019 il presidente della CAF Ahmad Ahmad ha confermato il cambio della tabella di marcia dopo un incontro col presidente ivoriano Alassane Ouattara ad Abidjan, nella Costa d'Avorio.

## Squadre partecipanti
| Pr. | Squadra            | Data di qualificazione certa | Partecipante in quanto                                        | Partecipazioni precedenti al torneo |
| --- | ------------------ | ---------------------------- | ------------------------------------------------------------- | --- |
| 1   | Costa d'Avorio     | 8 gennaio 2019               | Rappresentante della nazione organizzatrice della fase finale | 24 (1965, 1968, 1970, 1974, 1980, 1984, 1986, 1988, 1990, 1992, 1994, 1996, 1998, 2000, 2002, 2006, 2008, 2010, 2012, 2013, 2015, 2017, 2019, 2021)       |
| 2   | Marocco            | 24 marzo 2023                | 1ª classificata nel gruppo K di qualificazione                | 18 (1972, 1976, 1978, 1980, 1986, 1988, 1992, 1998, 2000, 2002, 2004, 2006, 2008, 2012, 2013, 2017, 2019, 2021)                                           |
| 3   | Algeria            | 27 marzo 2023                | 1ª classificata nel gruppo F di qualificazione                | 19 (1968, 1980, 1982, 1984, 1986, 1988, 1990, 1992, 1996, 1998, 2000, 2002, 2004, 2010, 2013, 2015, 2017, 2019, 2021)                                     |
| 4   | Sudafrica          | 28 marzo 2023                | 2ª classificata nel gruppo K di qualificazione                | 10 (1996, 1998, 2000, 2002, 2004, 2006, 2008, 2013, 2015, 2019)                                                                                           |
| 5   | Senegal            | 28 marzo 2023                | 1º classificato nel gruppo L di qualificazione                | 16 (1965, 1968, 1986, 1990, 1992, 1994, 2000, 2002, 2004, 2006, 2008, 2012, 2015, 2017, 2019, 2021)                                                       |
| 6   | Burkina Faso       | 28 marzo 2023                | 1º classificato nel gruppo B di qualificazione                | 12 (1978, 1996, 1998, 2000, 2002, 2004, 2010, 2012, 2013, 2015, 2017, 2021)                                                                               |
| 7   | Tunisia            | 28 marzo 2023                | 1ª classificata nel gruppo J di qualificazione                | 20 (1962, 1963, 1965, 1978, 1982, 1994, 1996, 1998, 2000, 2002, 2004, 2006, 2008, 2010, 2012, 2013, 2015, 2017, 2019, 2021)                               |
| 8   | Egitto             | 14 giugno 2023               | 1º classificato nel gruppo D di qualificazione                | 25 (1957, 1959, 1962, 1963, 1970, 1974, 1976, 1980, 1984, 1986, 1988, 1990, 1992, 1994, 1996, 1998, 2000, 2002, 2004, 2006, 2008, 2010, 2017, 2019, 2021) |
| 9   | Zambia             | 17 giugno 2023               | 1ª classificata nel gruppo H di qualificazione                | 17 (1974, 1978, 1982, 1986, 1990, 1992, 1994, 1996, 1998, 2000, 2002, 2006, 2008, 2010, 2012, 2013, 2015)                                                 |
| 10  | Guinea Equatoriale | 17 giugno 2023               | 2ª classificata nel gruppo J di qualificazione                | 3 (2012, 2015, 2021) |
| 11  | Nigeria            | 18 giugno 2023               | 1ª classificata nel gruppo A di qualificazione                | 19 (1963, 1976, 1978, 1980, 1982, 1984, 1988, 1990, 1992, 1994, 2000, 2002, 2004, 2006, 2008, 2010, 2013, 2019, 2021)                                     |
| 12  | Guinea-Bissau      | 18 giugno 2023               | 2ª classificata nel gruppo A di qualificazione                | 3 (2017, 2019, 2021) |
| 13  | Capo Verde         | 18 giugno 2023               | 2ª classificata nel gruppo B di qualificazione                | 3 (2013, 2015, 2021) |
| 14  | Mali               | 18 giugno 2023               | 1ª classificata nel gruppo G di qualificazione                | 12 (1972, 1994, 2002, 2004, 2008, 2010, 2012, 2013, 2015, 2017, 2019, 2021)                                                                               |
| 15  | Guinea             | 20 giugno 2023               | 2ª classificata nel gruppo D di qualificazione                | 13 (1970, 1974, 1976, 1980, 1994, 1998, 2004, 2006, 2008, 2012, 2015, 2019, 2021)                                                                         |
| 16  | Angola             | 7 settembre 2023             | 2º classificato nel gruppo E di qualificazione                | 6 (1996, 1998, 2008, 2010, 2012, 2013, 2019) |
| 17  | Ghana              | 7 settembre 2023             | 1º classificato nel gruppo E di qualificazione                | 22 (1963, 1965, 1968, 1970, 1978, 1980 1982, 1984, 1992, 1994, 1996, 1998, 2000, 2002, 2006, 2008, 2010, 2012, 2013, 2015, 2017, 2019)                    |
| 18  | Mozambico          | 9 settembre 2023             | 2ª classificata nel gruppo L di qualificazione                | 4 (1986, 1996, 1998, 2010) |
| 19  | Tanzania           | 7 settembre 2023             | 2ª classificata nel gruppo F di qualificazione                | 2 (1980, 2019) |
| 20  | RD del Congo       | 9 settembre 2023             | 1º classificato nel gruppo I di qualificazione                | 19 (1965, 1968, 1970, 1972, 1974, 1976, 1988, 1992, 1994, 1996, 1998, 2000, 2002, 2004, 2006, 2013, 2015, 2017, 2019)                                     |
| 21  | Mauritania         | 9 settembre 2023             | 2ª classificata nel gruppo I di qualificazione                | 2 (2019, 2021) |
| 22  | Gambia             | 10 settembre 2023            | 2ª classificata nel gruppo G di qualificazione                | 1 (2021) |
| 23  | Camerun            | 12 settembre 2023            | 1º classificato nel gruppo C di qualificazione                | 20 (1970, 1972, 1982, 1984, 1986, 1988, 1990, 1992, 1996, 1998, 2000, 2002, 2004, 2006, 2008, 2010, 2015, 2017, 2019, 2021)                               |
| 24  | Namibia            | 12 settembre 2023            | 2ª classificata nel gruppo C di qualificazione                | 3 (1998, 2008, 2019) |

## Stadi
| Abidjan                                                                                         | Abidjan                       | Bouaké              |
| ----------------------------------------------------------------------------------------------- | ----------------------------- | ------------------- |
| Stadio olimpico Alassane Ouattara                                                               | Stadio Félix Houphouët-Boigny | Stadio Bouaké       |
| Capienza: 60 000                                                                                | Capienza: 45 000              | Capienza: 40 000    |
|                                                                                                 |                               |                     |
| Abidjan Bouaké Korhogo San-Pédro YamoussoukroCoppa delle nazioni africane 2023 (Costa d'Avorio) |                               |                     |
| Korhogo                                                                                         | San-Pédro                     | Yamoussoukro        |
| Stadio di Korhogo                                                                               | Stadio di San Pédro           | Stadio Yamoussoukro |
| Capienza: 20 000                                                                                | Capienza: 20 000              | Capienza: 20 000    |
|                                                                                                 |                               |                     |

## Lista arbitri
Per la competizione sono stati selezionati 32 arbitri, 33 assistenti arbitrali e 3 assistenti al VAR.

### Arbitri
- Mustapha Ghorbal
- Peter Waweru
- Bamlak Tessema Weyesa
- Jean-Jacques Ndala Ngambo
- Amin Omar
- Dahane Beida
- Samir Guezzaz
- Boubou Traore
- Abongile Tom
- Atcho Pierre
- Mahmoud Ismail
- Mahamat Aliaou
- Issa Sy
- Mutaz Ibrahim
- Pacifique Ndabihawenimana
- Samuel Uwikunda
- Mohamed Maarouf
- Abdel Bouh
- Mebiame Tanguy
- Omar Artan
- Gamouh Youcef
- Jalal Jayed
- Kalilou Ibrahim
- Sadok Selmi
- Louis Houngnandande
- Messie Nkoukou
- Milazare Patrice
- Lahlou Benbraham
- Guirat Haithem
- Daniel Laryea
- Mahmoud M.Elbanna
- Ahmed Heerelal

### Assistenti arbitrali
- Abbes Zerhouni
- Mokrane Gourari
- Ahmed Ibrahim
- Mahmoud Abouregal
- Azgaou Lahsen
- Mostafa Akarkad
- Emiliano Dos Santos
- Lopes Oliveira
- Djibril Camara
- Nouha Bangoura
- Ngoh Hermann
- Nouho Ouattara
- Zakhele Siwela
- Elvis Noupue
- Sourou Phatsoane
- Arsénio Maringule
- Ibrahim Mohamed
- Hassani Khalil
- Gilbert Cheriot
- Amsaed Essa
- Tiama Seydou
- Amaldin Souleimane
- Liban Abdoulrazack
- Ditsoga Marlene
- Dos Abdelmiro
- Kwasi Brobbey
- Ayimavo Eric
- Yiembe Stephen
- Dimbiniaina Andriatianarivelo
- Ahonto Koffi
- Steven Moutsassi
- Modibe Samake
- Zakaria Brinsi

### VAR
- Mahmoud Ashour
- Maria Rivet
- Akhona Makalima

## Fase a gironi

### Gruppo A

#### Classifica
| Pos. | Squadra            | Pt | G | V | N | P | GF | GS | DR |
| ---- | ------------------ | -- | - | - | - | - | -- | -- | -- |
| 1.   | Guinea Equatoriale | 7  | 3 | 2 | 1 | 0 | 9  | 3  | +6 |
| 2.   | Nigeria            | 7  | 3 | 2 | 1 | 0 | 3  | 1  | +2 |
| 3.   | Costa d'Avorio     | 3  | 3 | 1 | 0 | 2 | 2  | 5  | -3 |
| 4.   | Guinea-Bissau      | 0  | 3 | 0 | 0 | 3 | 2  | 7  | -5 |

#### Risultati
| Arbitro: | Omar |

|                         |           |  |
| S. Fofana 4’ Krasso 58’ | Marcatori |  |

| Arbitro: | Tom |

|             |           |              |
| Osimhen 38’ | Marcatori | 36’ Salvador |

| Arbitro: | Uwikunda |

|                                |           |                                  |
| Nsue 21’, 51’, 61’ Miranda 46’ | Marcatori | 37’ (aut.) Obiang 90+3’ Zé Turbo |

| Arbitro: | Ghorbal |

|  |           |                         |
|  | Marcatori | 55’ (rig.) Troost-Ekong |

| Arbitro: | Ismail |

|                                   |           |  |
| Nsue 42’, 75’ Ganet 73’ Buyla 88’ | Marcatori |  |

| Arbitro: | Karboubi |

|  |           |                     |
|  | Marcatori | 36’ (aut.) Sanganté |

### Gruppo B

#### Classifica
| Pos. | Squadra    | Pt | G | V | N | P | GF | GS | DR |
| ---- | ---------- | -- | - | - | - | - | -- | -- | -- |
| 1.   | Capo Verde | 7  | 3 | 2 | 1 | 0 | 7  | 3  | +4 |
| 2.   | Egitto     | 3  | 3 | 0 | 3 | 0 | 6  | 6  | 0  |
| 3.   | Ghana      | 2  | 3 | 0 | 2 | 1 | 5  | 6  | -1 |
| 4.   | Mozambico  | 2  | 3 | 0 | 2 | 1 | 4  | 7  | -3 |

#### Risultati
| Arbitro: | Beida |

|                               |           |                     |
| Mohamed 2’ Salah 90+7’ (rig.) | Marcatori | 55’ Witi 58’ Clésio |

| Arbitro: | Ngambo |

|           |           |                              |
| Djiku 56’ | Marcatori | 17’ Monteiro 90+2’ Rodrigues |

| Arbitro: | Atcho |

|                          |           |                  |
| Marmoush 69’ Mohamed 74’ | Marcatori | 45+3’, 71’ Kudus |

| Arbitro: | Guezzaz |

|                              |           |  |
| Bebé 32’ Mendes 51’ Pina 69’ | Marcatori |  |

| Arbitro: | Mutaz |

|                                    |           |                                |
| Catamo 90+1’ (rig.) Reinildo 90+4’ | Marcatori | 15’ (rig.), 70’ (rig.) J. Ayew |

| Arbitro: | Mahamat |

|                                 |           |                             |
| G. Tavares 45+1’ Teixeira 90+9’ | Marcatori | 50’ Trézéguet 90+3’ Mohamed |

### Gruppo C

#### Classifica
| Pos. | Squadra | Pt | G | V | N | P | GF | GS | DR |
| ---- | ------- | -- | - | - | - | - | -- | -- | -- |
| 1.   | Senegal | 9  | 3 | 3 | 0 | 0 | 8  | 1  | +7 |
| 2.   | Camerun | 4  | 3 | 1 | 1 | 1 | 5  | 6  | -1 |
| 3.   | Guinea  | 4  | 3 | 1 | 1 | 1 | 2  | 3  | -1 |
| 4.   | Gambia  | 0  | 3 | 0 | 0 | 3 | 2  | 7  | -5 |

#### Risultati
| Arbitro: | Jiyed |

|                             |           |  |
| P. Gueye 4’ Camara 52’, 86’ | Marcatori |  |

| Arbitro: | Mutaz |

|           |           |          |
| Magri 51’ | Marcatori | 10’ Bayo |

| Arbitro: | Ismail |

|                                      |           |                 |
| I. Sarr 16’ H. Diallo 71’ Mané 90+5’ | Marcatori | 83’ Castelletto |

| Arbitro: | Bouh |

|               |           |  |
| A. Camara 69’ | Marcatori |  |

| Arbitro: | Ndabihawenimana |

|  |           |                        |
|  | Marcatori | 61’ Seck 90’ I. Ndiaye |

| Arbitro: | Tessema |

|                          |           |                                             |
| Jallow 72’ E. Colley 85’ | Marcatori | 56’ Toko Ekambi 87’ (aut.) Gomez 90+1’ Wooh |

### Gruppo D

#### Classifica
| Pos. | Squadra      | Pt | G | V | N | P | GF | GS | DR |
| ---- | ------------ | -- | - | - | - | - | -- | -- | -- |
| 1.   | Angola       | 7  | 3 | 2 | 1 | 0 | 6  | 3  | +3 |
| 2.   | Burkina Faso | 4  | 3 | 1 | 1 | 1 | 3  | 4  | -1 |
| 3.   | Mauritania   | 3  | 3 | 1 | 0 | 2 | 3  | 4  | -1 |
| 4.   | Algeria      | 2  | 3 | 0 | 2 | 1 | 3  | 4  | -1 |

#### Risultati
| Arbitro: | Sy |

|               |           |                     |
| Bounedjah 18’ | Marcatori | 68’ (rig.) Mabululu |

| Arbitro: | Jiyed |

|                     |           |  |
| Traoré 90+6’ (rig.) | Marcatori |  |

| Arbitro: | Tom |

|                      |           |                                   |
| Bounedjah 51’, 90+5’ | Marcatori | 45+3’ M. Konaté 71’ (rig.) Traorè |

| Arbitro: | Maarouf |

|                    |           |                            |
| Amar 43’ Koita 58’ | Marcatori | 30’, 50’ Dala 53’ Gilberto |

| Arbitro: | Ngambo |

|                         |           |  |
| Mabululu 36’ Zini 90+2’ | Marcatori |  |

| Arbitro: | Artan |

|          |           |  |
| Yali 37’ | Marcatori |  |

### Gruppo E

#### Classifica
| Pos. | Squadra   | Pt | G | V | N | P | GF | GS | DR |
| ---- | --------- | -- | - | - | - | - | -- | -- | -- |
| 1.   | Mali      | 5  | 3 | 1 | 2 | 0 | 3  | 1  | +2 |
| 2.   | Sudafrica | 4  | 3 | 1 | 1 | 1 | 4  | 2  | +2 |
| 3.   | Namibia   | 4  | 3 | 1 | 1 | 1 | 1  | 4  | -3 |
| 4.   | Tunisia   | 2  | 3 | 0 | 2 | 1 | 1  | 2  | -1 |

#### Risultati
| Arbitro: | Artan |

|  |           |           |
|  | Marcatori | 88’ Hotto |

| Arbitro: | Adel |

|                            |           |  |
| H. Traoré 60’ Sinayoko 66’ | Marcatori |  |

| Arbitro: | Laryea |

|           |           |              |
| Rafia 20’ | Marcatori | 10’ Sinayoko |

| Arbitro: | Gamouh |

|                                          |           |  |
| Tau 14’ (rig.) Zwane 25’, 40’ Maseko 75’ | Marcatori |  |

| Korhogo 24 gennaio 2024, ore 17:00 UTC+0 Incontro 33 | Sudafrica | 0 – 0 referto | Tunisia | Stadio di Korhogo (12 847 spett.)\| Arbitro: \| Sy \| |
| Arbitro:                                             | Sy        |               |         |                                                       |

| San-Pédro 24 gennaio 2024, ore 17:00 UTC+0 Incontro 34 | Namibia  | 0 – 0 referto | Mali | Stadio di San Pédro (15 231 spett.)\| Arbitro: \| Uwikunda \| |
| Arbitro:                                               | Uwikunda |               |      |                                                               |

### Gruppo F

#### Classifica
| Pos. | Squadra      | Pt | G | V | N | P | GF | GS | DR |
| ---- | ------------ | -- | - | - | - | - | -- | -- | -- |
| 1.   | Marocco      | 7  | 3 | 2 | 1 | 0 | 5  | 1  | +4 |
| 2.   | RD del Congo | 3  | 3 | 0 | 3 | 0 | 2  | 2  | 0  |
| 3.   | Zambia       | 2  | 3 | 0 | 2 | 1 | 2  | 3  | -1 |
| 4.   | Tanzania     | 2  | 3 | 0 | 2 | 1 | 1  | 4  | -3 |

#### Risultati
| Arbitro: | Mahamat |

|                                    |           |  |
| Saïss 30’ Ounahi 77’ En-Nesyri 80’ | Marcatori |  |

| Arbitro: | Weyesa |

|           |           |            |
| Wissa 27’ | Marcatori | 23’ Kangwa |

| Arbitro: | Waweru |

|           |           |           |
| Hakimi 6’ | Marcatori | 76’ Silas |

| Arbitro: | Houngnandande |

|          |           |           |
| Daka 88’ | Marcatori | 11’ Msuva |

| Korhogo 24 gennaio 2024, ore 20:00 UTC+0 Incontro 35 | Tanzania | 0 – 0 referto | RD del Congo | Stadio di Korhogo (12 847 spett.)\| Arbitro: \| Omar \| |
| Arbitro:                                             | Omar     |               |              |                                                         |

| Arbitro: | Tanguy |

|  |           |            |
|  | Marcatori | 37’ Ziyech |

#### Raffronto delle terze classificate
| Pos. | Squadra        | Pt | G | V | N | P | GF | GS | DR | Girone |
| ---- | -------------- | -- | - | - | - | - | -- | -- | -- | ------ |
| 1.   | Guinea         | 4  | 3 | 1 | 1 | 1 | 2  | 3  | -1 | C      |
| 2.   | Namibia        | 4  | 3 | 1 | 1 | 1 | 1  | 4  | -3 | E      |
| 3.   | Mauritania     | 3  | 3 | 1 | 0 | 2 | 3  | 4  | -1 | D      |
| 4.   | Costa d'Avorio | 3  | 3 | 1 | 0 | 2 | 2  | 5  | -3 | A      |
| 5.   | Ghana          | 2  | 3 | 0 | 2 | 1 | 5  | 6  | -1 | B      |
| 6.   | Zambia         | 2  | 3 | 0 | 2 | 1 | 2  | 3  | -1 | F      |

## Fase a eliminazione diretta

### Tabellone
|  | Ottavi di finale                     | Ottavi di finale            |                                     |       | Quarti di finale          | Quarti di finale          |                                      |                                      | Semifinali | Semifinali |  |  | Finale | Finale |
|  |                                      |                             |                                     |       |                           |                           |                                      |                                      |            |            |  |  |        |        |
|  | 27 gen. – Abidjan (Houphouët-Boigny) |                             |                                     |       |                           |                           |                                      |                                      |            |            |  |  |        |        |
|  |                                      |                             |                                     |       |                           |                           |                                      |                                      |            |            |  |  |        |        |
|  | 2A. Nigeria                          | 2                           |                                     |       |                           |                           |                                      |                                      |            |            |  |  |        |        |
|  | 2A. Nigeria                          | 2                           | 2 feb. – Abidjan (Houphouët-Boigny) |       |                           |                           |                                      |                                      |            |            |  |  |        |        |
|  | 2C. Camerun                          | 0                           |                                     |       |                           |                           |                                      |                                      |            |            |  |  |        |        |
|  | 2C. Camerun                          | 0                           | Nigeria                             | 1     |                           |                           |                                      |                                      |            |            |  |  |        |        |
|  | 27 gen. – Bouaké                     |                             | Nigeria                             | 1     |                           |                           |                                      |                                      |            |            |  |  |        |        |
|  |                                      | Angola                      | 0                                   |       |                           |                           |                                      |                                      |            |            |  |  |        |        |
|  | 1D. Angola                           | Angola                      | 0                                   | 3     |                           |                           |                                      |                                      |            |            |  |  |        |        |
|  | 1D. Angola                           |                             | 7 feb. – Bouaké                     | 3     |                           |                           |                                      |                                      |            |            |  |  |        |        |
|  | 3E. Namibia                          | 0                           |                                     |       |                           |                           |                                      |                                      |            |            |  |  |        |        |
|  | 3E. Namibia                          | 0                           | Nigeria (dtr)                       | 1 (4) |                           |                           |                                      |                                      |            |            |  |  |        |        |
|  | 29 gen. – Abidjan (Houphouët-Boigny) |                             | Nigeria (dtr)                       | 1 (4) |                           |                           |                                      |                                      |            |            |  |  |        |        |
|  |                                      | Sudafrica                   | 1 (2)                               |       |                           |                           |                                      |                                      |            |            |  |  |        |        |
|  | 1B. Capo Verde                       | Sudafrica                   | 1 (2)                               | 1     |                           |                           |                                      |                                      |            |            |  |  |        |        |
|  | 1B. Capo Verde                       | 3 feb. – Yamoussoukro       |                                     | 1     |                           |                           |                                      |                                      |            |            |  |  |        |        |
|  | 3D. Mauritania                       | 0                           |                                     |       |                           |                           |                                      |                                      |            |            |  |  |        |        |
|  | 3D. Mauritania                       | 0                           | Capo Verde                          | 0 (1) |                           |                           |                                      |                                      |            |            |  |  |        |        |
|  | 30 gen. – San Pédro                  |                             | Capo Verde                          | 0 (1) |                           |                           |                                      |                                      |            |            |  |  |        |        |
|  |                                      | Sudafrica (dtr)             | 0 (2)                               |       |                           |                           |                                      |                                      |            |            |  |  |        |        |
|  | 1F. Marocco                          | Sudafrica (dtr)             | 0 (2)                               | 0     |                           |                           |                                      |                                      |            |            |  |  |        |        |
|  | 1F. Marocco                          |                             | 11 feb. – Abidjan (Ouattara)        | 0     |                           |                           |                                      |                                      |            |            |  |  |        |        |
|  | 2E. Sudafrica                        | 2                           |                                     |       |                           |                           |                                      |                                      |            |            |  |  |        |        |
|  | 2E. Sudafrica                        | 2                           | Nigeria                             | 1     |                           |                           |                                      |                                      |            |            |  |  |        |        |
|  | 30 gen. – Korhogo                    |                             | Nigeria                             | 1     |                           |                           |                                      |                                      |            |            |  |  |        |        |
|  |                                      | Costa d'Avorio              | 2                                   |       |                           |                           |                                      |                                      |            |            |  |  |        |        |
|  | 1E. Mali                             | Costa d'Avorio              | 2                                   | 2     |                           |                           |                                      |                                      |            |            |  |  |        |        |
|  | 1E. Mali                             | 3 feb. – Bouaké             |                                     | 2     |                           |                           |                                      |                                      |            |            |  |  |        |        |
|  | 2D. Burkina Faso                     | 1                           |                                     |       |                           |                           |                                      |                                      |            |            |  |  |        |        |
|  | 2D. Burkina Faso                     | 1                           | Mali                                | 1     |                           |                           |                                      |                                      |            |            |  |  |        |        |
|  | 29 gen. – Yamoussoukro               |                             | Mali                                | 1     |                           |                           |                                      |                                      |            |            |  |  |        |        |
|  |                                      | Costa d'Avorio (dts)        | 2                                   |       |                           |                           |                                      |                                      |            |            |  |  |        |        |
|  | 1C. Senegal                          | Costa d'Avorio (dts)        | 2                                   | 1 (4) |                           |                           |                                      |                                      |            |            |  |  |        |        |
|  | 1C. Senegal                          |                             | 7 feb. – Abidjan (Ouattara)         | 1 (4) |                           |                           |                                      |                                      |            |            |  |  |        |        |
|  | 3A. Costa d'Avorio (dtr)             | 1 (5)                       |                                     |       |                           |                           |                                      |                                      |            |            |  |  |        |        |
|  | 3A. Costa d'Avorio (dtr)             | 1 (5)                       | Costa d'Avorio                      | 1     |                           |                           |                                      |                                      |            |            |  |  |        |        |
|  | 28 gen. – San Pédro                  |                             | Costa d'Avorio                      | 1     |                           |                           |                                      |                                      |            |            |  |  |        |        |
|  |                                      | RD del Congo                | 0                                   |       | Finale per il terzo posto | Finale per il terzo posto |                                      |                                      |            |            |  |  |        |        |
|  | 2B. Egitto                           | RD del Congo                | 0                                   | 1 (7) | Finale per il terzo posto | Finale per il terzo posto |                                      |                                      |            |            |  |  |        |        |
|  | 2B. Egitto                           | 2 feb. – Abidjan (Ouattara) | 2 feb. – Abidjan (Ouattara)         | 1 (7) |                           |                           | 10 feb. – Abidjan (Houphouët-Boigny) | 10 feb. – Abidjan (Houphouët-Boigny) |            |            |  |  |        |        |
|  | 2F. RD del Congo (dtr)               | 2 feb. – Abidjan (Ouattara) | 2 feb. – Abidjan (Ouattara)         | 1 (8) |                           |                           | 10 feb. – Abidjan (Houphouët-Boigny) | 10 feb. – Abidjan (Houphouët-Boigny) |            |            |  |  |        |        |
|  | 2F. RD del Congo (dtr)               | RD del Congo                | 3                                   | 1 (8) | Sudafrica (dtr)           | 0 (6)                     |                                      |                                      |            |            |  |  |        |        |
|  | 28 gen. – Abidjan (Ouattara)         | RD del Congo                | 3                                   |       | Sudafrica (dtr)           | 0 (6)                     |                                      |                                      |            |            |  |  |        |        |
|  |                                      | Guinea                      | 1                                   |       | RD del Congo              | 0 (5)                     |                                      |                                      |            |            |  |  |        |        |
|  | 1A. Guinea Equatoriale               | Guinea                      | 1                                   | 0     | RD del Congo              | 0 (5)                     |                                      |                                      |            |            |  |  |        |        |
|  | 1A. Guinea Equatoriale               |                             |                                     | 0     |                           |                           |                                      |                                      |            |            |  |  |        |        |
|  | 3C. Guinea                           | 1                           |                                     |       |                           |                           |                                      |                                      |            |            |  |  |        |        |
|  | 3C. Guinea                           | 1                           |                                     |       |                           |                           |                                      |                                      |            |            |  |  |        |        |

### Ottavi di finale
| Arbitro: | Beida |

|                            |           |  |
| Dala 38’, 42’ Mabululu 66’ | Marcatori |  |

| Arbitro: | Jiyed |

|                  |           |  |
| Lookman 36’, 90’ | Marcatori |  |

| Arbitro: | Artan |

|  |           |            |
|  | Marcatori | 90+8’ Bayo |

| Arbitro: | Tom |

|                                                                          |                      |                                                                         |
| Mohamed 45+1’ (rig.)                                                     | Marcatori            | 37’ Elia                                                                |
| Abdelmonem Mohamed Marmoush Kamal Hany Hegazy M. Fathi Hamada Abou Gabal | Tiri di rigore 7 – 8 | Moutoussamy Masuaku Diangana Silas Tshibola Kalulu Mbemba Inonga M'Pasi |

| Arbitro: | Adel |

|                   |           |  |
| Mendes 88’ (rig.) | Marcatori |  |

| Arbitro: | Atcho |

|                                       |                      |                                  |
| H. Diallo 4’                          | Marcatori            | 86’ (rig.) Kessié                |
| Koulibaly P. Sarr Niakhaté Dieng Mané | Tiri di rigore 4 – 5 | Pépé Kouamé Haller Aurier Kessié |

| Arbitro: | Mutaz |

|                                   |           |                   |
| E. Tapsoba 3’ (aut.) Sinayoko 47’ | Marcatori | 57’ (rig.) Traoré |

| Arbitro: | Ismail |

|  |           |                           |
|  | Marcatori | 57’ Makgopa 90+5’ Mokoena |

### Quarti di finale
| Arbitro: | Sy |

|             |           |  |
| Lookman 41’ | Marcatori |  |

| Arbitro: | Ghorbal |

|                                         |           |                 |
| Mbemba 27’ Wissa 65’ (rig.) Masuaku 82’ | Marcatori | 20’ (rig.) Bayo |

| Arbitro: | Adel |

|              |           |                            |
| Dorgeles 71’ | Marcatori | 90’ Adingra 120+2’ Diakité |

| Arbitro: | Ngambo |

|                                        |                      |                             |
| Bebé Semedo L. Duarte Teixeira Andrade | Tiri di rigore 1 – 2 | Mokoena Lepasa Modiba Mvala |

### Semifinali
| Arbitro: | Omar |

|                                   |                      |                                 |
| Troost-Ekong 67’ (rig.)           | Marcatori            | 90’ (rig.) Mokoena              |
| Moffi Omeruo Aina Ekong Iheanacho | Tiri di rigore 4 – 2 | Mokoena Mayambela Makgopa Mvala |

| Arbitro: | Mutaz |

|            |           |  |
| Haller 65’ | Marcatori |  |

### Finale 3º posto
| Arbitro: | Weyesa |

|                                                   |                      |                                                     |
| Mokoena Sibisi Monare Modiba Lepasa Appollis Xulu | Tiri di rigore 6 – 5 | Moutoussamy Mfulu Bakambu Kayembe Mbemba Wissa Elia |

### Finale
| Arbitro: | Beida |

|                  |           |                       |
| Troost-Ekong 38’ | Marcatori | 62’ Kessié 81’ Haller |

## Statistiche

### Classifica marcatori
5 reti
- Emilio Nsue

4 reti
- Gelson Dala

- Mostafa Mohamed (2 rigori)

3 reti
- Baghdad Bounedjah
- Mabululu (1 rigore)
- Bertrand Traoré (2 rigori)

- Mohamed Bayo (1 rigore)
- Lassine Sinayoko
- Ademola Lookman

- William Troost-Ekong (2 rigori)

2 reti
- Ryan Mendes (1 rigore)
- Yoane Wissa (1 rigore)
- Jordan Ayew (2 rigori)
- Mohammed Kudus

- Sébastien Haller
- Franck Kessié (1 rigore)
- Lamine Camara
- Habib Diallo

- Teboho Mokoena (1 rigore)
- Themba Zwane

1 rete
- Gilberto
- Zini
- Mohamed Konaté
- Jean-Charles Castelletto
- Frank Magri
- Karl Toko Ekambi
- Christopher Wooh
- Bebé
- Jamiro Monteiro
- Kevin Pina
- Garry Rodrigues
- Gilson Tavares
- Bryan Teixeira
- Meschack Elia
- Arthur Masuaku
- Chancel Mbemba
- Silas Katompa Mvumpa
- Omar Marmoush
- Mohamed Salah (1 rigore)
- Trézéguet
- Jannick Buyla

- Pablo Ganet
- Josete Miranda
- Ibán Salvador
- Ebrima Colley
- Ablie Jallow
- Alexander Djiku
- Aguibou Camara
- Zé Turbo
- Simon Adingra
- Oumar Diakité
- Seko Fofana
- Jean-Philippe Krasso
- Nene Dorgeles
- Hamari Traoré
- Sidi Bouna Amar
- Mohamed Dellahi Yali
- Aboubakary Koita
- Youssef En-Nesyri
- Achraf Hakimi
- Azzedine Ounahi
- Romain Saïss

- Hakim Ziyech
- Geny Catamo (1 rigore)
- Clésio
- Reinildo Mandava
- Witi
- Deon Hotto
- Victor Osimhen
- Pape Gueye
- Sadio Mané
- Iliman Ndiaye
- Ismaïla Sarr
- Abdoulaye Seck
- Evidence Makgopa
- Thapelo Maseko
- Percy Tau (1 rigore)
- Simon Msuva
- Hamza Rafia
- Patson Daka
- Kings Kangwa

Autoreti
- Edmond Tapsoba (1, pro  Mali)
- Esteban Obiang (1, pro  Guinea-Bissau)

- James Gomez (1, pro  Camerun)
- Opa Sanganté (1, pro  Nigeria)

## Premi
Miglior giocatore del torneo
 William Troost-Ekong
Miglior marcatore del torneo
 Emilio Nsue
Miglior portiere del torneo
 Ronwen Williams
Miglior giovane del torneo
 Simon Adingra
Premio fair play
 Sudafrica
Squadra del torneo
| Portiere        | Difensori                                                   | Centrocampisti                         | Attaccanti                              |
| --------------- | ----------------------------------------------------------- | -------------------------------------- | --------------------------------------- |
| Ronwen Williams | Ola Aina Ghislain Konan William Troost-Ekong Chancel Mbemba | Teboho Mokoena Jean Seri Franck Kessie | Yoane Wissa Ademola Lookman Emilio Nsue |

Allenatore
 Emerse Faé